# Webensenu
Webensenu fue un príncipe egipcio antiguo de la XVIII dinastía. Era hijo  del faraón Amenhotep II.
Es mencionado, junto con su hermano Nedjem, en una estatua de Minmose, supervisor de los trabajos en Karnak. Murió niño y fue enterrado en la tumba de su padre, KV35, donde fueron encontrados sus vasos canopes y ushebtis. Su momia desvalijada también estaba allí, e indica que  falleció alrededor de los diez años.